# Limerzel
 Limerzel  (en bretón Lizmerzher) es una población y comuna francesa, situada en la región de Bretaña, departamento de Morbihan, en el distrito de Vannes y cantón de Rochefort-en-Terre.

## Demografía
| 1425 | 1339 | 1265 | 1229 | 1178 | 1134 |
| Para los censos de 1962 a 1999 la población legal corresponde a la población sin duplicidades (Fuente: INSEE [Consultar]) |      |      |      |      |      |